# Egisto

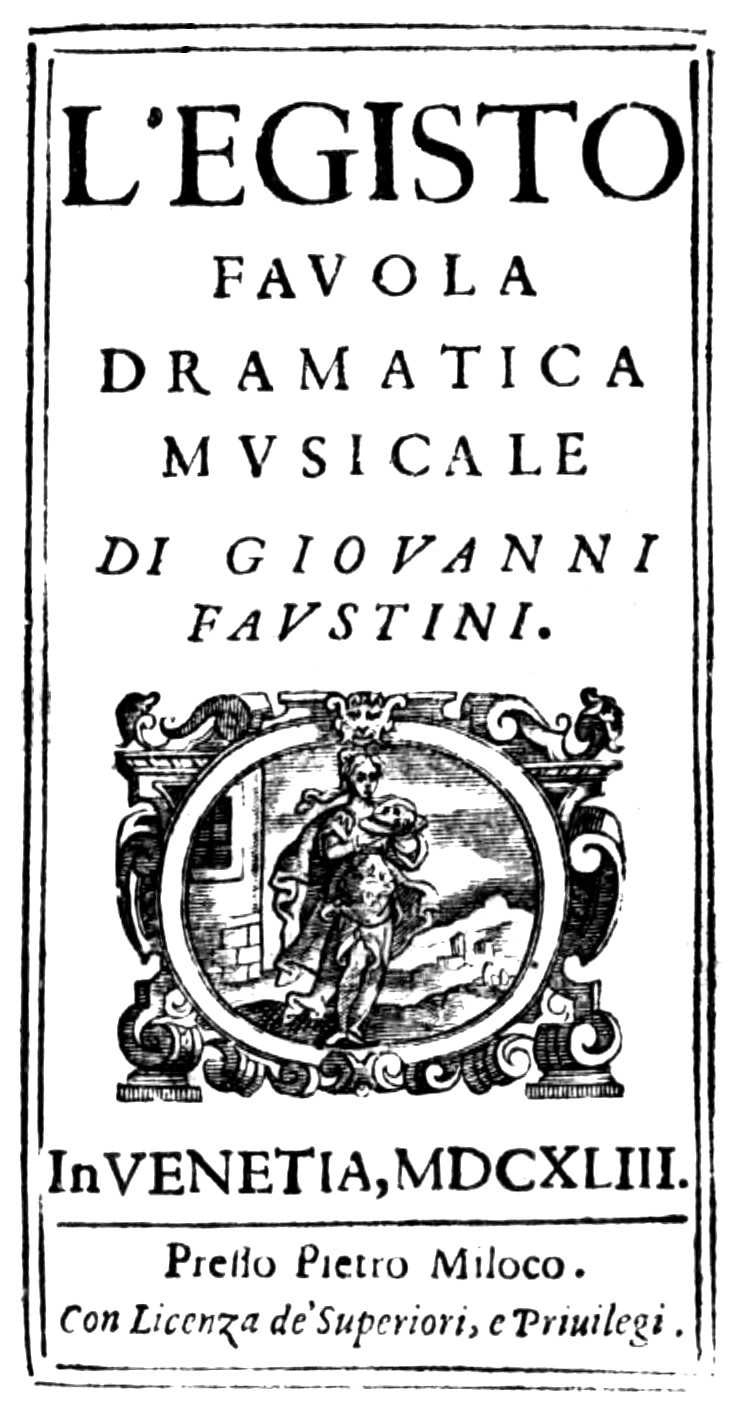
Egisto.

Egisto (Aegisthus) est un opéra en trois actes et un prologue de Francesco Cavalli. Il est décrit comme une favola dramatica musicale. Le livret en italien est de Giovanni Faustini (en), dont c'est le deuxième texte pour Cavalli.

## Historique des interprétations
L'opéra est créé à Venise au Teatro San Cassiano en 1643. Ayant rencontré un grand succès, il est alors joué dans toute l'Italie.
Rarement joué depuis, l'opéra est donné pour la première fois aux États-Unis le 1er août 1974.

## Synopsis
Egisto (Égisthe) est un descendant du dieu soleil Apollon. Plus d'un an avant le début de l'action il est amoureux et est aimé de Clori. Pendant qu'ils passent du temps ensemble au bord de la mer, ils sont capturés par des pirates et vendus captifs séparément.
Climene, une jeune femme de l'île de Zacynthos, est capturée à peu près au même moment par les mêmes pirates le jour même de son mariage avec Lidio. Elle est vendue au même maître cruel qu'Egisto. Un an plus tard, ils parviennent à s'enfuir et Egisto accompagne Climene à son île de Zacinthos, où la partie principale de l'action de l'opéra se déroule.
Chacun s'emploie à retrouver son amour initial. Ce qu'ils ignorent, c'est que les pirates ont également emmené Clori à Zacynthos, où elle est tombée amoureuse de Lidio. Le frère de Climene, Ipparco est lui aussi amoureux de Clori.
Lieu : l'île de Zacynthos

### Acte 1
L'action se passe le matin du jour suivant l'arrivée dans l'île d'Egisto et Climene, la situation des deux couples mal assortis est établie. Lidio et Clori sont amants alors qu'Egisto et Climene sont amis.

### Acte 2
Dans l'après-midi, Egisto et Climene essayent de retourner auprès de leurs amours, mais sont rejetés par ces derniers.

### Acte 3
Lorsque la nuit tombe, on voit les machinations des dieux provoquant les souffrances des personnages sur Terre. Lidio est capturé par Ipparco et Egisto devient fou. L'histoire cependant s'achemine vers une conclusion heureuse.

## Rôles
| Rôle     | Type de voix | Première distribution, 1643 (chef d'orchestre : - ) |
| -------- | ------------ | --------------------------------------------------- |
| Lidio    | alto         |                                                     |
| Egisto   | ténor        |                                                     |
| Ipparco  | baryton      |                                                     |
| Apollo   | alto         |                                                     |
| Clori    | soprano      |                                                     |
| Climene  | soprano      |                                                     |
| Dema     | alto         |                                                     |
| Voluptia | soprano      |                                                     |
| Belezza  | soprano      |                                                     |
| Amore    | soprano      |                                                     |
| Semele   | soprano      |                                                     |
| Didone   | contralto    |                                                     |
| Fedra    | soprano      |                                                     |
| Hero     | soprano      |                                                     |
| Cinea    | tenor        |                                                     |
| L'Aurora | soprano      |                                                     |
| La Notte | contralto    |                                                     |
| Venere   | soprano      |                                                     |

## Discographie
- Hans Ludwig Hirsch, Kammerensemble Des Bayerischen Staatsorchesters, Eurodisc, 1973 (version tronquée)
- Vincent Dumestre, Le Poème harmonique, CD Château de Versailles Spectacles, 2023 (enregistré au Château de Versailles en mars 2021)

## Sources
- Amanda Holden, The new Penguin opera guide, Penguin USA, 2001, 1142 p. (ISBN 978-0-14-051475-9)
- Stanley Sadie, The New Grove Dictionary of Opera, 1998 (ISBN 978-0-333-73432-2)